# Lycosa dilatata
Lycosa dilatata este o specie de păianjeni din genul Lycosa, familia Lycosidae, descrisă de F. O. P.-cambridge în anul 1902. Conform Catalogue of Life specia Lycosa dilatata nu are subspecii cunoscute.